# Kępa Lubawska
Kępa Lubawska – wieś w Polsce położona w województwie świętokrzyskim, w powiecie buskim, w gminie Pacanów.
| SIMC    | Nazwa      | Rodzaj    |
| ------- | ---------- | --------- |
| 0258402 | Błonie     | część wsi |
| 0258419 | Górka      | część wsi |
| 0258425 | Kapłanówka | część wsi |
| 0258431 | Podwale    | część wsi |

W latach 1975–1998 miejscowość administracyjnie należała do województwa kieleckiego.

## Historia
W wieku XIX miejscowość jest opisana jako : Kępa Lubawska, nad Wisłą, w powiecie stopnickim, gminie i parafii Pacanów.
W 1827 r. było tu 30 domów, 182 mieszkańców.
Folwark Kępa Lubawska rozległy był na mórg 228, grunta orne i ogrody mórg 179, pastwisk mórg 32, nieużytki i place mórg 17, budynków drewnianych było 10, płodozmian. 6-polowy; natomiast wieś Kępa Lubawska osad 23, z gruntem mórg 138.